# التونطاش (جليكخان)
التونطاش (بالكردية: Diregî‏) (بالتركية: Altıntaş)‏ هي قرية كرديّة رشوانيّة تتبع إداريّاً لمديرية جليكخان في محافظة أديامان التركية، بلغ عدد سكانها 35 نسمة في عام 2021.